# Santa Cruz de Boedo
Santa Cruz de Boedo – gmina w Hiszpanii, w prowincji Palencia, w Kastylii i León, o powierzchni 25,51 km². W 2011 roku gmina liczyła 62 mieszkańców.